# Galium iltisii
Galium iltisii är en måreväxtart som beskrevs av Lauramay Tinsley Dempster. Galium iltisii ingår i släktet måror, och familjen måreväxter. Inga underarter finns listade i Catalogue of Life.